# Max Burnett
Max Burnett (Dallas, Texas, 24 juli 1969) is een Amerikaanse scenarioschrijver, regisseur en producent en  die sinds 1991 werkzaam is in de film, voor televisie en in het theater. In 2008 produceerde hij samen met Chris Morgan en Greg Goolidge de komische televisieserie The Troop, die sinds september 2009 werd uitgezonden door Nickelodeon. Hij won zelfs een prijs voor de pilotaflevering van The Troop. Verder was hij werkzaam als producent van de Paramount+ serie iCarly.

## Filmografie

### Als acteur
- 1989: Offerings, als Tim

### Als scenarioschrijver
- 1998: Possums
- 2009: Necessary Evil
- 2009-2011: The Troop
- 2011: Oddballs
- 2012: The Wild Life
- 2013: Wendell & Vinnie
- 2015: The Other Kingdom

### Als regisseur
- 1998: Possums

### Als producer
- 2009-2011: The Troop
- 2018-2019: Alexa & Katie
- 2021-2023: iCarly